# Versteppung
Versteppung ist die Veränderung einer Landschaft hin zu einer Steppe oder steppenartigen Landschaft. Ursache der Versteppung sind entweder eine Absenkung des Grundwasserspiegels oder auch die Beseitigung von Bäumen, Gehölzen oder Hecken mit daraus folgender Vereinheitlichung des Landschaftsbilds. Prägt eine intensive menschliche Nutzung das Landschaftsbild, so spricht man auch von einer „Kultursteppe“. In jüngerer Zeit werden auch für die Zukunft befürchtete Landschaftsveränderungen in Folge des anthropogenen Klimawandels, zum Beispiel im Bundesland Brandenburg, unter diesem Schlagwort gefasst.
Der Ausdruck ist häufig negativ konnotiert, denn er geht zurück auf die Kampfschrift Die Versteppung Deutschlands des deutschen Landschaftsarchitekten, Naturschützers und „Reichslandschaftsanwalts“ Alwin Seifert aus dem Jahr 1936. Er befürchtete Absenkung des Wasserspiegels und Wasserknappheit durch, vor allem zur Meliorierung in der Landwirtschaft eingesetzte, Drainagen und andere Maßnahmen der Wasseringenieure, mit Folge der „… Vernichtung aller Schönheit Deutschlands, die Angleichung der unendlich reichen und mannigfaltigen deutschen Landschaften an die öde Leere russischer oder amerikanischer Steppen.“ Der Ausdruck ist in späteren Jahren in Deutschland gebräuchlich geblieben. In wissenschaftlichen Zusammenhängen wurde und wird er kaum gebraucht, auch die direkte englische Entsprechung „steppification“ ist ungebräuchlich geblieben. Gängige Fachbegriffe für das Phänomen wären Devastierung oder Desertifikation (eigentlich: Wüstenbildung).
Im Rahmen der Fachdebatten des Naturschutzes wird der Ausdruck heute meist vermieden. Dies liegt daran, dass Steppen oder steppenartige Lebensräume wie z. B. Trockenrasen artenreiche, vom Naturschutz oft positiv bewertete Habitattypen darstellen, die von Naturschützern aktiv gefördert werden. Die durch den Ausdruck „Versteppung“ geförderte, negative Einstellung gegenüber Steppen gilt dann als Hindernis für die angestrebte Erhaltung dieser Landschaften. Entsprechende Bemerkungen finden sich in Österreich (mit natürlichen Vorkommen von Steppenvegetation) bereits in den 1950er Jahren.
In jüngerer Zeit wurde vor allem die mögliche Veränderung der Landschaften des östlichen Norddeutschlands aufgrund des Klimawandels als „Versteppung“ diskutiert. Obwohl in der zugrunde liegenden Studie selbst dieser Ausdruck vermieden wird, fand er sich in den meisten Pressemeldungen dazu.
Historische Beispiele sind die u. a. Versteppung der Waldsteppe Osteuropas im vierten Jahrtausend v. Chr. im Kontext der Tripolje-Kultur oder die Entstehung der Błędów-Wüste in Polen im Mittelalter.